# Поверочная плита
Поверочная плита — металлическая, каменная, композитная, пластиковая плита с нормированной (не хуже) плоскостностью, чистотой поверхности, жесткостью, контактной износостойкостью:
- предназначенная для контроля точности детали, механизма;
- поверочная плита может использоваться, как юстировочная — совмещение контроля точности и тонкой регулировки — настройки механизма;
- используется в качестве установочной — базовой поверхности для измерительного инструмента (приборов) при измерениях и поверках деталей и механизмов, которые, обычно, также устанавливаются — базируются на саму поверочную плиту;
- используется как образцовая поверхность при  шабрении.

Самыми дорогими и точными бывают поверочные, эталонные, прецизионные плиты, сделанные из полудрагоценного камня или благородных металлов, сплавов. Прецизионная поверочная плита размещается в термостатированном помещении.

## В России
В СССР и России имеется стандарт ГОСТ 10905-86 «Плиты поверочные и разметочные. Технические условия.» и Рекомендации по контролю средств измерения МИ 2007-89 «Плиты поверочные и разметочные. Методика поверки.».
Размеры плит варьируются от 250×250 мм до 2500×1600 мм. В зависимости от материала, метода обработки поверхностей и конструктивных особенностей для плит указывают номер исполнения, от 1 до 5. Поскольку плиты являются средством измерения, то им назначаются классы точности. Плиты изготавливаются с классом точности 000, 00, 0, 1, 2 (используются как поверочные плиты) или 3 (используются как разметочные). Бывшим в употреблении восстановленным плитам могут также назначаться классы точности 4 и 5, эти плиты пригодны лишь как разметочные.
Для каждого класса нормируется отклонение рабочей поверхности от плоскости, шероховатость рабочей поверхности. Для некоторых исполнений нормируют также качество обработки и перпендикулярность боковых поверхностей.